# Matías Masiero
Matías Masiero, vollständiger Name Matías Nicolás Masiero Balas, (* 15. Januar 1988 in Montevideo) ist ein uruguayischer ehemaliger Fußballspieler.

## Karriere
Der nach Angaben seines Vereins 1,74 Meter große Mittelfeldspieler Masiero begann seine Karriere 2006 bei Central Español. Seit Anfang Januar 2008 spielte er dann in Italien bei CFC Genua und kam in den beiden Begegnungen gegen den AC Florenz und Reggina Calcio zum Einsatz. Bei seinem Ligadebüt gegen Florenz schoss er ein Tor. Von dort wechselte er Mitte 2008 auf Leihbasis in die Serie B zum AC Pisa. Anfang Januar 2009 kehrte er in seine uruguayische Heimat zurück und schloss sich Bella Vista an. Dort lief er in fünf Begegnungen der Primera División als Einwechselspieler auf. Von 2009 bis Anfang Januar 2011 stand er in Reihen des chilenischen Klubs Unión Española. Von dort führte sein Weg nach China zu Hangzhou. Nach acht absolvierten Spielen kehrte er zu Unión Española II zurück. 2012 sind dort zehn Zweitligaeinsätze für ihn verzeichnet. In der Clausura 2012 lief er im Rahmen einer Ausleihe dreimal für Unión La Calera auf. Anschließend kehrte er im Januar 2013 zu Unión Española zurück und bestritt 21 Spiele (fünf Tore) für Unión Española II in der Segunda División. Sodann schloss er sich ab der Apertura 2013 seinem derzeitigen Arbeitgeber El Tanque Sisley in der Primera División an, kam in der Saisonhinrunde allerdings nicht zum Einsatz.
Im Januar 2014 wechselte er zum Ligakonkurrenten Club Atlético Cerro. Dort sind bis zum Saisonende fünf Ligaeinsätze (kein Tor) für Masiero verzeichnet. In der Apertura 2014 absolvierte er vier Erstligapartien (kein Tor). Mitte Januar 2015 schloss er sich dann dem Zweitligisten Cerro Largo FC an und lief bis Saisonende in zwei Zweitligapartien (kein Tor) auf. Anfang August 2015 trat er zum zweiten Mal in seiner Karriere ein Engagement bei El Tanque Sisley an. In der Spielzeit 2015/16 absolvierte er dort zwei Ligaspiele (kein Tor). In der zweiten Septemberwoche 2016 wechselte er zum Zweitligisten Deportivo Maldonado.